# 傑佛遜艾蘭 (蒙大拿州)
傑佛遜艾蘭（英語：Jefferson Island），又名拉胡德（Lahood），是位於美國蒙大拿州麥迪遜縣的非建制地區。

## 歷史
名為拉胡德的郵局於1909年設立，1912年更名為傑佛遜艾蘭，其後於1954年停運。

## 地理
傑佛遜艾蘭所處的海拔為高於海平面1302米（即4272英呎），而該地所採用的時區為UTC-6，即北美山地時區（MST）。同時該地設有夏令時間，為UTC-7調快一小時，即UTC-6（MDT）。